# Figura isoedral

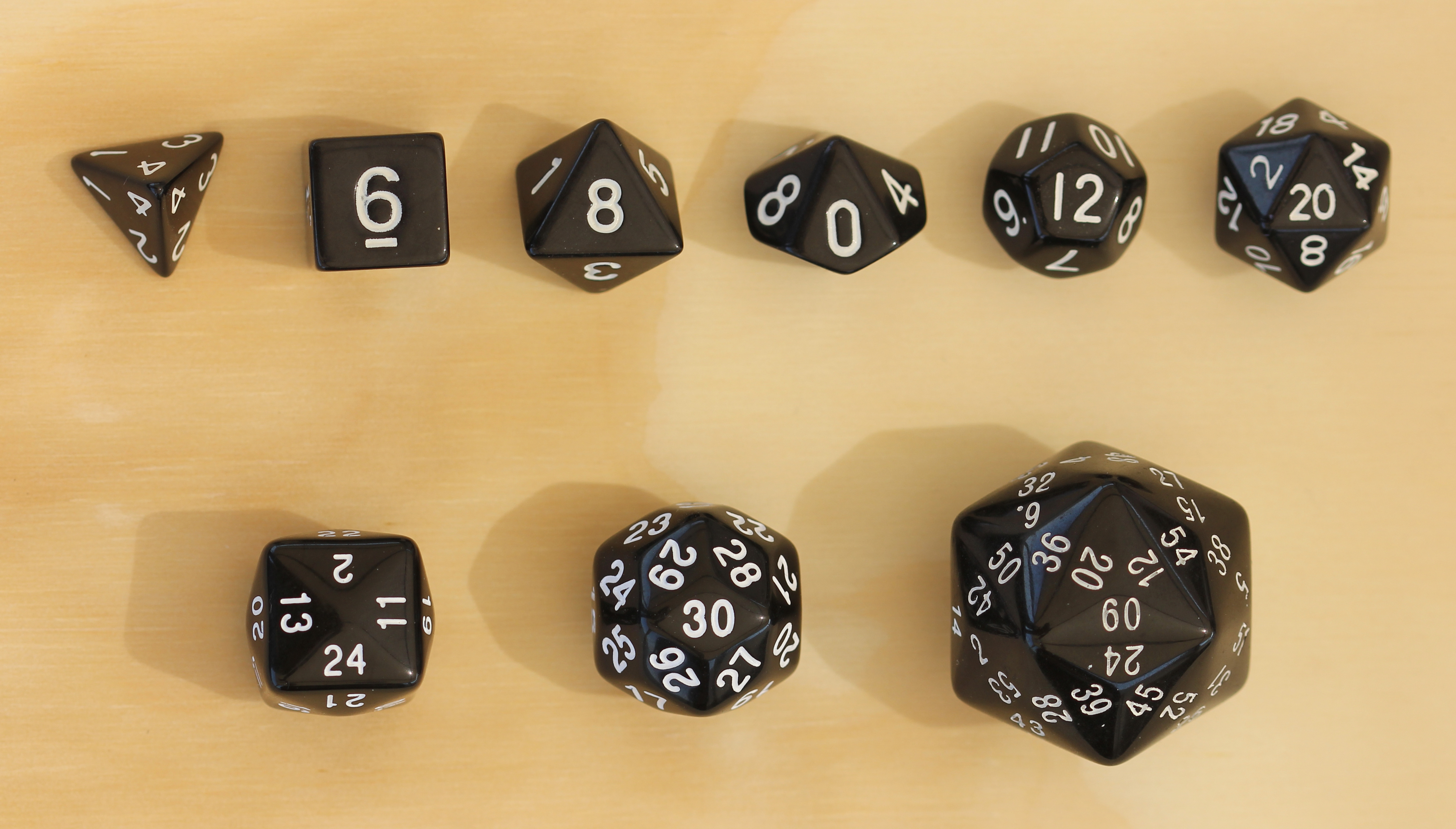
Un conjunto de dados isoedrales

En geometría, un politopo de dimensión 3 (un poliedro) o superior es isoedral o transitivo de caras cuando todos sus caras son iguales. Más específicamente, todas las caras no deben ser simplemente congruentes, sino que deben ser transitivas, es decir, deben estar dentro de la misma órbita de simetría. En otras palabras, para cualquier par de caras A y B, debe haber una simetría del sólido completo, que mediante rotaciones y/o reflexiones, permita asignar A a B. Por esta razón, los poliedros isoedrales convexos son las formas que se utilizan como dados.
Los poliedros isoedrales se denominan isoedros. Se pueden describir por su configuración de caras. Una forma que es isoedral y tiene vértices regulares también es un poliedro de aristas uniformes (isotoxal) y se dice que su dual es cuasirregular: algunos teóricos consideran que estas figuras son realmente cuasirregulares porque comparten las mismas simetrías, pero este criterio generalmente no se acepta.
Un poliedro que es isoedral tiene un poliedro conjugado que es una figura isogonal. Los sólidos de Catalan, la bipirámide y el trapezoedro son todos isoedrales. Son respectivamente los duales de sólidos arquimedianos, prismas y antiprismas isogonales. Las sólidos platónicos, que son autoduales o duales con otro sólido platónico, son transitivos de vértices, aristas y caras (isogonales, isotoxales e isoedrales). Se dice que un poliedro que es isoedral e isogonal es un poliedro noble.

## Ejemplos
| La bipirámide hexagonal, V4.4.6 es un ejemplo no regular de un poliedro isoedral | La teselación de El Cairo es isoedral V3.3.4.3.4 | El panal rombododecaédrico es un ejemplo isoedral (e isocórico) capaz de rellellenar el espacio |

## Figurask-isoedrales
Un poliedro (o politopo en general) es k-isoedral si contiene kcaras dentro de su dominio fundamental de simetría.
De manera similar, un teselado k-isoedral posee k órbitas de simetría independientes (y puede contener m caras de diferente forma para algunos m<k).
Un poliedro monoedral o teselado (m=1) tiene caras congruentes, ya sea directamente o por reflexión, que se verifican en una o más posiciones de simetría. Un poliedro o teselado r-edral tiene r tipos de caras (también llamadas diedros o triedros para dimensiones 2 o 3 respectivamente).
A continuación se muestran algunos ejemplos de poliedros y teselados k-isoedrales, con sus caras coloreadas por sus posiciones de simetría k:
| 3-isoedral                                                           | 4-isoedral                                                                          | Isoedral                                           | 2-isoedral                                                                    |
| Poliedros (2-edrales) de caras regulares                             | Poliedros (2-edrales) de caras regulares                                            | Poliedros monoedrales                              | Poliedros monoedrales                                                         |
| -------------------------------------------------------------------- | ----------------------------------------------------------------------------------- | -------------------------------------------------- | ----------------------------------------------------------------------------- |
|                                                                      |                                                                                     |                                                    |                                                                               |
| El rombicuboctaedro tiene 1 tipo de triángulo y 2 tipos de cuadrados | La girobicúpula cuadrada elongada tiene 1 tipo de triángulo y 3 tipos de cuadrados. | El icositetraedro deltoidal tiene 1 tipo de caras. | El icositetraedro pseudo-deltoidal tiene 3 tipos de caras con idéntica forma. |

| 2-isoedral                                           | 4-isoedral                                                                                    | Isoedral                                                          | 3-isoedral                                                                                   |
| Teselados de caras regulares (2-edrales)             | Teselados de caras regulares (2-edrales)                                                      | Teselados                                                         | Teselados                                                                                    |
| ---------------------------------------------------- | --------------------------------------------------------------------------------------------- | ----------------------------------------------------------------- | -------------------------------------------------------------------------------------------- |
|                                                      |                                                                                               |                                                                   |                                                                                              |
| El teselado pitagórico tiene 2 tamaños de cuadrados. | Este teselado 3-uniforme tiene 3 tipos de triángulos con idéntica forma y 1 tipo de cuadrado. | El teselado en espina de pez tiene 1 tipo de caras rectangulares. | Este teselado pentagonal tiene 3 tipos de caras pentagonales irregulares con idéntica forma. |

## Términos relacionados
- Una figura transitiva celular o isocórica es un n-politopo (n > 3) o panal que posee celdas congruentes y transitivas entre sí.

- Una figura transitiva de caras o isotópica es un politopo o panal n-dimensional, con sus facetas ((n-1)-caras) congruentes y transitivas. El dual de un isótopo es un politopo isogonal. Por definición, esta propiedad isotópica es común a los duales de los politopos uniformes.
- Una figura isotópica bidimensional es isotoxal (transitiva de aristas).
- Una figura tridimensional isotópica es isoedral (transitiva de caras).
- Una figura de 4 dimensiones isotópica es isocora (transitiva de celdas).